# Андреев, Борис Павлович
Борис Павлович Андреев  (1925—2007) — советский  инженер-технолог и организатор производства. Директор Камышинского хлопчатобумажного комбината имени А. Н. Косыгина (1971—1986).  Почётный гражданин города Камышин (2005).

## Биография
Родился 13 июня 1925 года в городе Ленинграде, рано потерял отца и воспитывался одной матерью.
С 1941 года после окончания  девяти классов Ленинградской средней школы, в период Великой Отечественной войны, Б. П. Андреев начал свою трудовую деятельность — токарем на Ленинградском государственном заводе имени К. Е. Ворошилова, а после его эвакуации в Барнаул, на — Ленинградском машиностроительном заводе имени К. Маркса. С 1942 года призван в ряды Красной армии и направлен в действующую армию, участник Великой Отечественной войны в составе 314-го стрелкового полка 46-й стрелковой дивизии. Воевал на Ленинградском фронте, был участником освобождения таких стран как: Польша, Чехословакия, Австрия, Германия, был тяжело ранен. 4 июля 1944 года за проявленное мужество и героизм Б. П. Андреев был награждён Медалью «За отвагу», а в 1985 году за участие в войне — Орденом Отечественной войны 2-й  степени.  
С 1948 года после демобилизации из рядов Советской армии, начал работать помощником мастера ткацкого производства на Ленинградском хлопчатобумажном комбинате. С 1952 по 1957 годы проходил обучение на Всесоюзном заочном институте текстильной и лёгкой промышленности, после окончания которого получил специальность инженера-технолога.
С 1956 по 1962 годы был начальником ткацкого цеха, позже был назначен — начальником ремонтно-механического отдела, заместителем начальника ткацкого производства в Первой фабрики Камышинского хлопчатобумажного комбината имени А. Н. Косыгина. С 1962 по 1965 годы — заместителем главного инженера Камышинского хлопчатобумажного комбината имени А. Н. Косыгина. С 1965 по 1970 год был —  директором Второй фабрики Камышинского хлопчатобумажного комбината имени А. Н. Косыгина, в качестве директора фабрики Б. П. Андреев руководил  реконструкцией цехов, отделов и ткацких производств, внедряя новейшие технологии и оборудование для улучшения качества работы, приветствовал в работе подчинённых и рационализаторские предложения, коих было внедрено в производство около семисот, давших экономический эффект — 405,9 тысяч рублей. 
С 1970 по 1971 годы Б. П. Андреев был назначен главным инженером, а с 1971 по 1986 годы, в течение пятнадцати лет был — директором Камышинского хлопчатобумажного комбината имени А. Н. Косыгина, под руководством Б. П. Андреева была проведена полная реконструкция первой прядильно-ткацкой фабрики комбината без остановки производства, это новшество было осуществлено впервые в текстильной промышленности СССР. С 1976 по 1983 годы под его руководством на предприятии было установлено около 6000 новых станков и оборудования, а более 7000 были модернизированы и продолжили работу. Б. П. Андреев занимался так же и решением жилищных и социальных объектов для своих сотрудников: в городе Камышине было построено около 558 тысяч квадратных метров жилой площади и двадцать общежитий, множество медицинских комплексов и двадцать три дошкольных учреждения.
С 1987 года вышел на пенсию.
В 2005 году «за большие заслуги в развитии города Камышин» Б. П. Андреев был удостоен почётного звания — Почётный гражданин города Камышин.
Скончался 13 октября 2007 года в городе Камышине.

## Награды
- Орден Октябрьской революции
- Орден Отечественной войны II степени (06.04.1985[2])
- Орден Трудового Красного Знамени
- Медаль «За отвагу» (04.07.1944[1])
- Медаль «В ознаменование 100-летия со дня рождения Владимира Ильича Ленина»
- Медаль «Ветеран труда»

### Звание
- Почётный гражданин города Камышин (2005)

### Премии
- Премия Совета Министров СССР

## Память
- В память о Б. П. Андрееве была установлена мемориальная доска, на которой написано: «Андреев Борис Павлович — почётный гражданин города Камышин. С 1971 по 1986 годы руководил крупнейшим в Европе Камышинским хлопчатобумажным комбинатом имени А. Н. Косыгина».